# Vaporwave
A vaporwave az elektronikus zene egyik alfaja, valamint egy internetes mém, amely a 2010-es évek elején jelent meg. A stílusra jellemző a '80-as, '90-es évek zeneszámainak újradolgozása lassítással, vágással, valamint különböző más effektek alkalmazásával. A vaporwave körül kialakult szubkultúra a fogyasztói kapitalizmus ellen való szatirikus fellépéssel köthető össze, valamint jellemzően nosztalgikus, szürreális kötődése van az előző évtizedek technológiájához, popkultúrájához és reklámjaihoz. Ezen kívül magába foglal korai internetes képeket, '90-es éveket idéző webdizájnt, glitch art képeket és cyberpunk szóképeket.

## Előadók listája
- 2814
- Blank Banshee[3]
- Eco Virtual
- Golden Living Room
- Hong Kong Express
- Internet Club
- James Ferraro[4]
- nano神社[5]
- Nmesh[6]
- Skylar Spence (Saint Pepsi)[7]
- Vektroid[8]

## Fordítás
Ez a szócikk részben vagy egészben  a   Vaporwave című angol Wikipédia-szócikk ezen változatának fordításán alapul.  Az eredeti cikk szerkesztőit annak laptörténete sorolja fel. Ez a jelzés csupán a megfogalmazás eredetét és a szerzői jogokat jelzi, nem szolgál a cikkben szereplő információk forrásmegjelöléseként.